# Josef Sullmann
Josef Sullmann (* 29. September 1922 in Brixen; † 12. Juni 2012 in Neumarkt) war ein Südtiroler Arzt, Wohltäter und Mäzen. Er lebte in Ulten und dann in Neumarkt.

## Leben
Als fünftes und jüngstes Kind einer Bauernfamilie in Brixen ist er dort aufgewachsen und besuchte nach Volksschule und Gymnasium in Brixen die Universität Innsbruck (Medizinstudium) und begann dort seine ärztliche Tätigkeit. Er nostrifizierte 1954 sein Doktorat in Rom und war dann langjähriger Gemeinde- und Amtsarzt in Ulten (bis 1965) und
dann bis 1992 in Klausen. Schon als junger Mediziner erkannte er die medizinische Notlage besonders in Afrika und begann, mit eigenem Geld den Bau von Krankenhäusern und Missionsstationen zu finanzieren, nach seinem Motto: Als Arzt möchte ich für die Ärmsten der Armen medizinische Hilfe bringen, als Christ möchte ich die Evangelisierungsarbeit der Missionare unterstützen sowie: Als Arzt für die Gesundheit, als Christ für die Evangelisierung.
Unter anderem finanzierte er ab dem Jahr 2000:
- Pädiatrische Station (Kinderklinik, 24 Betten) des Krankenhauses in Ascención in Bolivien für Guarayo-Indianer, Eröffnung Juli 2001, von Sullmann finanzierte Kosten etwa USD 90.000
- Geburtenklinik (2005) ebendort[2]
- Klinik (50 Betten) in Ngarenairobi (Tansania, Region West-Kilimandscharo) bei der Missionsstation der Holy Spirit Fathers  eingeweiht am 24. August 2003 (die Ambulanzausstattung wurde vom Bozener Weißen Kreuz gespendet)
- Projekt Ushirombo (Klinik, Haus für die Ausbildung der Katechisten, Kirche und Pfarreinrichtungen) in West-Tansania, eingeweiht am 20. August 2006; der Tiefbrunnen ebendort wurde gemeinsam mit dem Land Südtirol finanziert (2007)[3]
- Klinik der Missionsstation Narosoora im Südwesten Kenias für Maasai, eingeweiht am 27. August 2006
- Restaurierung des Krankenhauses von Wiaga (Nord-Ghana), Neubau einer Geburten-Klinik und zweier Staffhäuser für Ärzte und Hebammen, sowie Pfarrzentrum in Pagha (Navrongo in Nord-Ghana), gemeinsame Eröffnung am 7. September 2008
- Secondary Girls’ School, eine Klinik und Franziskus-Kirche für die Schwesterngemeinschaft „Little Sisters of Saint Francis“ in Ijinyu (Bistum Same, Ost-Tansania), Eröffnung am 16. Dezember 2009
- Spital (25 Betten) für die Pfarre Gonja Kighare (ebenso Diözese Same), Eröffnung am 17. Dezember 2009
- Waisenhaus mit Krankenstation für die Mission auf der Insel Leyte (Philippinen)
- komplette Missionsstation (Kirche, Pfarrstruktur, Klinik) in Talí und Berufsschule für 300 Jugendliche in Leer (beides Sudan)

Insgesamt finanzierte er 44 Objekte bei 17 Projekten. In seinem letzten, wenige Tage vor seinem Tod gegebenen Interview, das posthum erschien, antwortete er auf die Frage, ob er der Karlheinz Böhm von Südtirol sei, dass Böhm mit seiner Stiftung Hilfsgelder sammelt; ich sammle keinen Cent; ich zahle alles aus der eigenen Tasche. Sein letztes Interview begründete er mit dem Wunsch, dass das vielleicht den einen und anderen Nachahmer finde.

## Politik
Er betätigte sich nie in politischen Funktionen oder Organisationen und war nach seiner Aussage auch nie Mitglied des Befreiungsausschusses Südtirol, behandelte aber als Gemeindearzt
von Ulten einen verletzten Südtirol-Aktivisten, weshalb er in Haft genommen wurde. Im Bozner Gefängnis leistete er dem Mitgefangenen Anton Gostner nach aufgrund von Folterungen erlittenem Herzanfall Erste Hilfe und forderte im November 1961 mit den anderen Gefangenen mit einem an die Öffentlichkeit gerichteten, von Sepp Mitterhofer aus dem Gefängnis geschmuggelten und in Österreich von der Kronen Zeitung veröffentlichten Kassiber, dass der Herzkranke nötige Medikamente erhalte und ins Krankenhaus eingeliefert werde (dies wurde verweigert, worauf er am 7. Jänner 1962  starb). Im Prozess gegen die Carabinieri wegen Folterung wurde er als Zeuge einvernommen, doch sie wurden in diesem sogenannten Trienter Prozess (1963) überwiegend freigesprochen. Im „1. Mailänder Prozess“ war Sullmann sodann wegen Beihilfe angeklagt, wurde aber – ohne Schuldspruch – nach insgesamt 2 Jahren und 11 Monaten Untersuchungshaft  freigelassen (Freispruch 1966; auch für Hans Dietl). Sullmann unterfertigte auch die am 22. November 1969 verteilte Erklärung der Südtiroler politischen Häftlinge, in der sie das Südtirol-Paket ablehnten.